# Віртуоз
Віртуоз (італ. virtuoso — від лат. virtus — доблесть, талант) — виконавець (частіше музикант), який майстерно володіє технікою мистецтва; людина, що досягла у роботі вищого ступеня майстерності.

## Визначення віртуозності
У роботі «Музика в західному світі» П'єро Вайса і Річарда Тарускіна можна знайти таке визначення віртуозності:
 … віртуозом був, спочатку, високоталановитий музикант, але в XIX столітті термін звузився до позначення виконавців, вокальних або інструментальних, чия виконавча техніка була так відточена так, що дивувала публіку.

Визначальним елементом віртуозності є виконавська здатність музиканта, до прояви своєї майстерності набагато краще за середнього виконавця. Музикантів, зосереджених на віртуозності, часто критикують за незвернення уваги на суть і емоційність, обмежуючись технічною майстерністю. Незважаючи на технічні аспекти віртуозності, багато віртуозів успішно уникають зарахування до таких категорій, паралельно концентруючись і на інших аспектах музики під час створення або виконання останньої.
В Італії термін «virtuoso» також зазвичай використовувався для позначення групи експертів з балістики, інженерів, артилеристів і фахівців з механіки і динаміки, що з'явились в кінці XVII століття у відповідь поширення використання пороху в Європі.
В інших контекстах, віртуозність може бути узагальнена для позначення особи, яка технічно виділяється в якійсь області людських знань, хоча це слово зазвичай використовується в контексті образотворчих мистецтв.

## Історія
Значення слова «віртуоз» бере свій початок в Італії XVI—XVII ст. Це був почесний термін, призначений людині, що відзначилася в будь-якій інтелектуальній чи художньої області. Термін згодом розвинувся, одночасно розширившись і звузившись в розмаху, у той час, як нові інтерпретації входили в моду і виходили з неї, розгорталися дебати. Спочатку музиканти удостоювалися такої класифікації, будучи композиторами, теоретиками або знаменитими маестро, що було важливіше, ніж майстерне виконання.
XVII і XVIII століття застали спотворення і утрирування терміна, яке почалося з того, що велика кількість музикантів потурало своїм слабкостям, не замислюючись про гідність. Себастьян де Броссард у своєму Dictionaire de Musique (Париж), підійшов до слова «віртуоз» з його латинського кореня, «virtu», підкресливши виняткові тренування, особливо теоретичні. Ця позиція також була захищена в Musicalisches Lexicon Йоганн Готфрід Вальтера (1732), який ставив теоретика вище виконавця. Johan Matthenson's Der brauchbare Virtuoso (1720) зберіг повагу до традиційного «theoretische Virtuosen» (теоретичного віртуоза), але також віддав данину і «virtuosi prattici» (віртуозу-виконавцю).
Йоганн Кухнау у своєму Der musikalische Quack-Salber (1700) дав визначення «справжньому віртуозу», знову зробивши акцент на теорії («der wahre Virtuose»), описавши «високо обдарованого музиканта» («der glückselige Musicus») або «віртуоза-виконавця», як усього лише інструмент.
У кінці XVIII століття термін став використовуватися для опису музиканта, інструменталіста або вокаліста, який обрав кар'єру соліста. Напруга з приводу заслуг практичної віртуозності стала в той же час рости і посилилася в XIX столітті, з тих пір залишившись відкритою суперечкою. Ференц Ліст оголосив, що «віртуозність — не дітище музики, а її необхідний елемент» (Gesammelte Schriften, iv, 1855-9). Ріхард Вагнер чинив опір «несерйозності і показним здібностям виконавця», сильно висловлюючи свою думку «Справжня гідність віртуоза ґрунтується виключно на гідності, яку він може зберегти для творчості, якщо ж він веде себе легковажно і жартує з цим, він відкидає свою честь. Він — посередник творчої ідеї» (Gesammelte Schriften; English translation, vii, 1894-9, p.112). Прикладом зневажливих значень, що з'явилися в цьому епосі, служать нові німецькі висловлювання, такі як «Virtuosenmachwerk» (частина суспільного показу) і «Pultvirtuoso» (оркестровий гравець віртуозного темпераменту).